# كائن لاهوائي

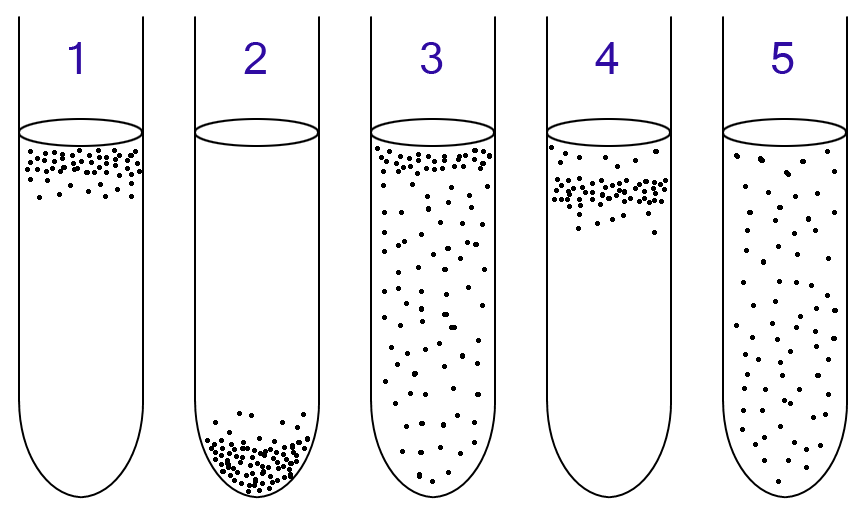
البكتيريا الهوائية والاهوائية يمكن أن تعرف بواسطة النمو في مزرعة سائلة: :
1: البكتيريا الهوائية الإجبارية تتجمع في أعلى الانبوبللامتصاص أكبر كمية من الاوكسجبن.
2: البكتيريا الاهوائية الإجبارية تتجمع في أسفل الانبوب لتتجنب الأوكسجين.
3: البكتيريا التي تنمو في وجود الهواء وفي غيابة تكون في الأغلب في الأعلى<حيث أن لتنفس الخلوي هو الأكثر فائدة للبكتيريا ولكن نقص الاوكسيجن لا يضر البكتيريا.
4: بكتيريا تحتاج إلى كمية قليلة من الأوكسجين وتتجمع في الجزء العلوي من الانبوب ولكن ليس في الأعلى.هي تحتاج للاوكسجين ولكن بكمية بسيطة
5: البكتيريا المتحملة للاوكسجين : لاتتأثر بوجود الاوكسجين وتتواجد في جميع الانبوب.

الكائن اللاهوائي أو  بكتيريا لاهوائية أو الدَّنْكَسِيّ أو حي لا هوائي هو الكائن الذي لا يستخدم الأوكسجين للنمو. وهناك ثلاث أنواع:-
- بكتيريا لاهوائية إجبارية ,التي لايمكن أن تستخدم الاوكسيجن للنمو ويكون ضاراً لها.
- كائنات متحملة للاوكسجين، ولا يؤثر عليها.
- بكتيريا هوائية ولاهوائية(المتنوعة)، إذا وجد الأوكسجين يتم استخدامه.

## العملية الحيوية
البكتيريا الاهوائية إجبارية تستخدم اما التخمر أو التنفس الاهوائي.
البكتيرا المتحملة للاوكسجين تستخدم التخمر.
في وجود الأوكسجين، البكتيريا المتنوعة تستخدم التنفس الهوائي.

### التخمر
هناك العديد من التفاعلات الاهوائية.
الكائنات المتنوعة غالباً ما تستخدم طريق تخمر الاكتك اسيد :
جلوكوز + 2 أدينوسين ثنائي الفوسفات + 2 phosphate → 2 حمض اللبنيك + 2 أدينوسين ثلاثي الفوسفات
الطاقة المنتجة في المعادلة تكون تقريباً 150 جول لكل مول. التي تحفظ في إنتاج 2 ثلاثي فوسفات الأدينوسين من ثنائي فوسفات الأدينوسين.
النباتات والفطريات تستخدم طريقة تخمر الكحول عندما يكون الأوكسجين قليل :-
C6H12O6 + 2 ADP + 2 phosphate → 2 C2H5OH + 2 CO2 + 2 ATP
الطاقة المنتجة تكون تقريباً 180 كيلوجول لكل مول، التي تحفظ في إنتاج 2 ثلاثي فوسفات الأدينوسين من ثنائي فوسفات الأدينوسين.
البكتيريا الاهوائية والاركيا تستخدم هذه الطريقة وطرق أخرى تخمر حمض البروبيونك propionic acid
بعض البكتيريا اللاهوائية تصدر ذيفانات (toxins)

## زراعة البكتيريا الاهوائية
تكون الزراعة في جو لاهوائي. للتغلب على هذي المشكلة يتم استخدام عدة طرق منها:-
- حقن البكتيريا داخل مادة تحمي البكتيريا من الأوكسجين.
- استخدام حاوية تمنع وصول الأوكسجين إلى البكتيريا عن طريق تفاعل الماء مع بورهيدريد الصوديوم وبيكربونات الصوديوم لإنتاج غاز الهيدوجين.الهيدروجين يتفاعل مع الأوكسجين ويزيل الأوكسجين بالتحول إلى ماء.

يتم استخدام الوسط ثايوجلايكولايت لنمو البكتيريا وهو يوفر الجو الاهواءي وايصا الغذاء للبكتيريا.